# Ottmar Hitzfeld
Ottmar Hitzfeld (Lörrach (Baden-Württemberg), 12 januari 1949) is een Duits voormalig profvoetballer en voetbaltrainer. Van 2008 tot 2014 was hij bondscoach van Zwitserland, met wie hij in zowel 2010 als 2014 deelnam aan het WK.
Hitzfeld wordt beschouwd als een van de meest succesvolle voetbaltrainers ooit. Hij won met zowel Borussia Dortmund als Bayern München de UEFA Champions League en sleepte meerdere landstitels binnen. In 1997 en 2001 werd hij door het IFFHS verkozen tot beste voetbalcoach ter wereld. In 2001 riep ook de UEFA hem uit tot Trainer van het Jaar.

## Spelerscarrière
Hitzfeld werd geboren in een gezin met vijf kinderen. Zijn vader was tandarts en noemde hem naar de bekende voetballer Ottmar Walter. Het gezin Hitzfeld woonde in Lörrach, een stad aan de grens met Zwitserland. Als tiener sloot Hitzfeld zich aan bij het plaatselijke TuS Stetten, dat hij in 1967 inruilde voor FV Lörrach.
Een jaar later maakte de 19-jarige aanvaller zijn debuut voor het eerste elftal van FV Lörrach. Hij voetbalde er drie seizoenen en verhuisde toen naar Zwitserland. Hitzfeld tekende in 1971 bij FC Basel en werd in zijn eerste twee seizoenen kampioen. In 1973 werd de makkelijk scorende spits topscorer. Datzelfde jaar behaalde hij in zijn geboortestad ook een diploma van leerkracht wiskunde en sport.
In 1972 maakte Hitzfeld net als Uli Hoeneß en Manfred Kaltz deel uit van het West-Duits amateurelftal dat in 1972 mocht deelnemen aan de Olympische Spelen in München. Hitzfeld scoorde op het toernooi vijf keer in evenveel wedstrijden. In totaal kwam hij 8 keer uit voor het amateurelftal van West-Duitsland.
Na vier jaar ruilde Hitzfeld de Zwitserse topclub in voor VfB Stuttgart, dat net naar de 2. Bundesliga gedegradeerd was. In het seizoen 1976/77 werd hij met 22 doelpunten topscorer van het team. In de competitiewedstrijd tegen SSV Jahn Regensburg won Stuttgart met 8-0 na zes goals van Hitzfeld. Stuttgart werd dat jaar ook kampioen en promoveerde terug naar de Bundesliga. Hitzfeld speelde een seizoen op het hoogste niveau in Duitsland, maar was er met 5 doelpunten minder productief dan de vorige jaren.
In 1978 keerde hij terug naar Zwitserland, waar hij achtereenvolgens voor FC Lugano en FC Luzern uitkwam. In 1983 zette de inmiddels 34-jarige aanvaller een punt achter zijn spelerscarrière.

## Trainerscarrière

### Beginjaren
Hitzfeld bleef ook na zijn spelerscarrière in Zwitserland. In 1983 startte hij bij het bescheiden SC Zug zijn loopbaan als voetbalcoach. Het bleek meteen een voltreffer te zijn. In zijn eerste jaar als trainer loodste hij Zug naar de hoogste divisie. Het leverde hem in 1984 een plaats op bij FC Aarau, dat onder zijn leiding vicekampioen werd in de Nationalliga A. In 1985 won Aarau de nationale beker. Het versloeg in de finale Neuchâtel Xamax met 1-0. Hitzfeld werd dat jaar verkozen tot Zwitsers trainer van het jaar. In 1988 leidde hij Aarau naar de derde plaats in de Zwitserse competitie.

### Grasshoppers
In 1988 stapte de Duitse coach over naar topclub Grasshoppers en bouwde hij zijn reputatie als succescoach verder uit. Hitzfeld beschikte in Zürich over spelers als Ciriaco Sforza, Thomas Bickel, Mario Cantaluppi en Peter Közle. In zowel 1990 als 1991 werd hij met de Grashoppers landskampioen. Tussendoor veroverde de club ook twee keer de beker en eenmaal de supercup.

### Borussia Dortmund
Na meer dan 10 jaar in Zwitserland te hebben vertoefd, keerde Hitzfeld in 1991 terug naar het Duitse voetbal. Bij Borussia Dortmund werd hij aangesteld als opvolger van trainer Horst Köppel. Ook de Zwitserse aanvaller Stéphane Chapuisat maakte in 1991 de overstap naar Die Borussen.
Dortmund, dat onder Köppel geen goede resultaten haalde, werd onder Hitzfeld meteen vicekampioen. De club deed tot de laatste speeldag mee om de titel en deelde de eerste plaats in het klassement met Stuttgart en Eintracht Frankfurt. De drie teams speelden op hetzelfde ogenblik hun laatste wedstrijd. Tot de 86e minuut was Dortmund virtueel kampioen, daarna kwam Stuttgart in zijn wedstrijd op voorsprong en greep het de landstitel.
Een seizoen later kreeg Hitzfeld er met middenvelder Matthias Sammer een enorme versterking bij. De Duitser ruilde in januari 1993 Internazionale in voor het Dortmund van Hitzfeld. Het team bereikte in 1993 voor het eerst de finale van de UEFA Cup. Het verloor in de finale zowel de heen- als terugwedstrijd van Juventus (1-3 en 3-0). Andreas Möller, Jürgen Kohler en Júlio César kwamen in de UEFA Cupfinale voor Juventus uit maar maakten niet veel later de overstap naar Dortmund.
De nieuwe aanwinsten van Dortmund en Hitzfelds tactische keuze om Sammer om te vormen tot libero leverden de club in 1995 een eerste prijs op. Die Borussen werden dat jaar voor het eerst kampioen sinds 1963, Sammer werd nadien verkozen tot Duits voetballer van het jaar. Het was het begin van een periode waarin Dortmund het Duitse voetbal domineerde. Een jaar later pakte het team van Hitzfeld opnieuw de landstitel en werd Sammer voor het tweede jaar op rij verkozen tot beste voetballer uit de Bundesliga. De door Hitzfeld tot libero omgevormde speler mocht in 1996 ook de Ballon d'Or in ontvangst nemen.
In het seizoen 1996/97 nam Dortmund als landskampioen ook deel aan de UEFA Champions League. Hitzfelds spelers hadden een jaar eerder de kwartfinale van het kampioenenbal bereikt, maar wisten ditmaal door te stoten tot de finale. Met opnieuw Juventus als tegenstander was de wedstrijd een heruitgave van de UEFA Cupfinale van 1993. Dortmund nam sportieve wraak en versloeg de Italianen met 3-1. Het was de eerste Duitse club die de prestigieuze Champions League wist te winnen. Hitzfeld werd na afloop door het IFFHS verkozen tot trainer van het jaar.
Na het behalen van de beker met de grote oren stapte Hitzfeld op als coach. Hij kreeg de functie van sportief directeur en zag hoe de Italiaan Nevio Scala als nieuwe trainer werd benoemd. Met Hitzfeld als sportief directeur won Dortmund in december 1997 de wereldbeker voor clubs.

### Bayern München
In juli 1998 probeerde Bayern München de hegemonie van Dortmund te doorbreken door Hitzfeld als nieuwe trainer te benoemen. De net geen 50-jarige coach volgde de Italiaan Giovanni Trapattoni op.
Met een sterke generatie bestaande uit kleppers als Lothar Matthäus, Oliver Kahn, Giovane Élber, Mario Basler, Stefan Effenberg en Bixente Lizarazu onder zijn hoede deed Hitzfeld wat van hem verwacht werd. Bayern München won onder zijn leiding drie landstitels op rij en sloot opnieuw aan bij de Europese top. Al in zijn eerste seizoen als coach van Bayern loodste hij zijn team naar de finale van de Champions League. In de finale stond zijn team tot de laatste speelminuut 1-0 voor tegen Manchester United, maar in de extra tijd slikte zijn elftal nog twee tegendoelpunten. De historisch late nederlaag was een enorme domper op het nochtans succesvolle seizoen van Bayern.
Twee jaar later won Bayern alsnog zijn eerste Champions League. De Duitse topclub stond in de finale tegenover het Spaanse Valencia. De wedstrijd werd gekleurd door strafschoppen. Na 120 minuten stond het 1-1, elk team had van op de stip gescoord. Vervolgens moest een strafschoppenreeks de winnaar bepalen. Na in totaal 14 penalty's (5-4) mocht Bayern de beker met de grote oren in ontvangst nemen. De 52-jarige Hitzfeld werd door de UEFA in 2001 uitgeroepen tot trainer van het jaar. In november 2001 won Bayern ook de wereldbeker voor clubs door met 1-0 te winnen van het Argentijnse Boca Juniors.
In 2003 won Hitzfelds team de dubbel, maar een seizoen later kende de coach een moeilijkere periode. Bayern won in 2004 geen prijzen en Hitzfeld stond op de rand van een burn-out. Na het seizoen werd de samenwerking stopgezet en nam Felix Magath de leiding over.
Hitzfeld kwam vervolgens in beeld bij de nationale ploeg van Duitsland. Voor het EK 2004 stelde hij zichzelf voor als een kandidaat om bondscoach Rudi Völler op te volgen. Toen Völler na het EK opstapte, trok Hitzfeld zijn kandidatuur verrassend in, hetgeen hem heel wat kritiek opleverde. Hitzfeld ging uiteindelijk aan de slag als analist voor de Duitse betaalzender Premiere.
In december 2006 kondigde Hitzfeld aan dat hij zou terugkeren als coach. Hij wilde vanaf het seizoen 2007/08 opnieuw aan de slag gaan en legde aanbiedingen van Hamburger SV en zijn ex-club Dortmund om reeds in januari 2007 te beginnen naast zich neer.
Op 1 februari 2007 keerde Hitzfeld terug naar Bayern München, waar Magath pas ontslagen was. Aanvankelijk wilde hij slechts tot het einde van het seizoen 2006/07 blijven, maar verlengde in maart 2007 zijn contract tot medio 2008. In 2007 won Bayern de Ligapokal, een jaar later won de club opnieuw de dubbel en werd hij voor het eerst verkozen tot Duits trainer van het jaar.

### Bondscoach van Zwitserland

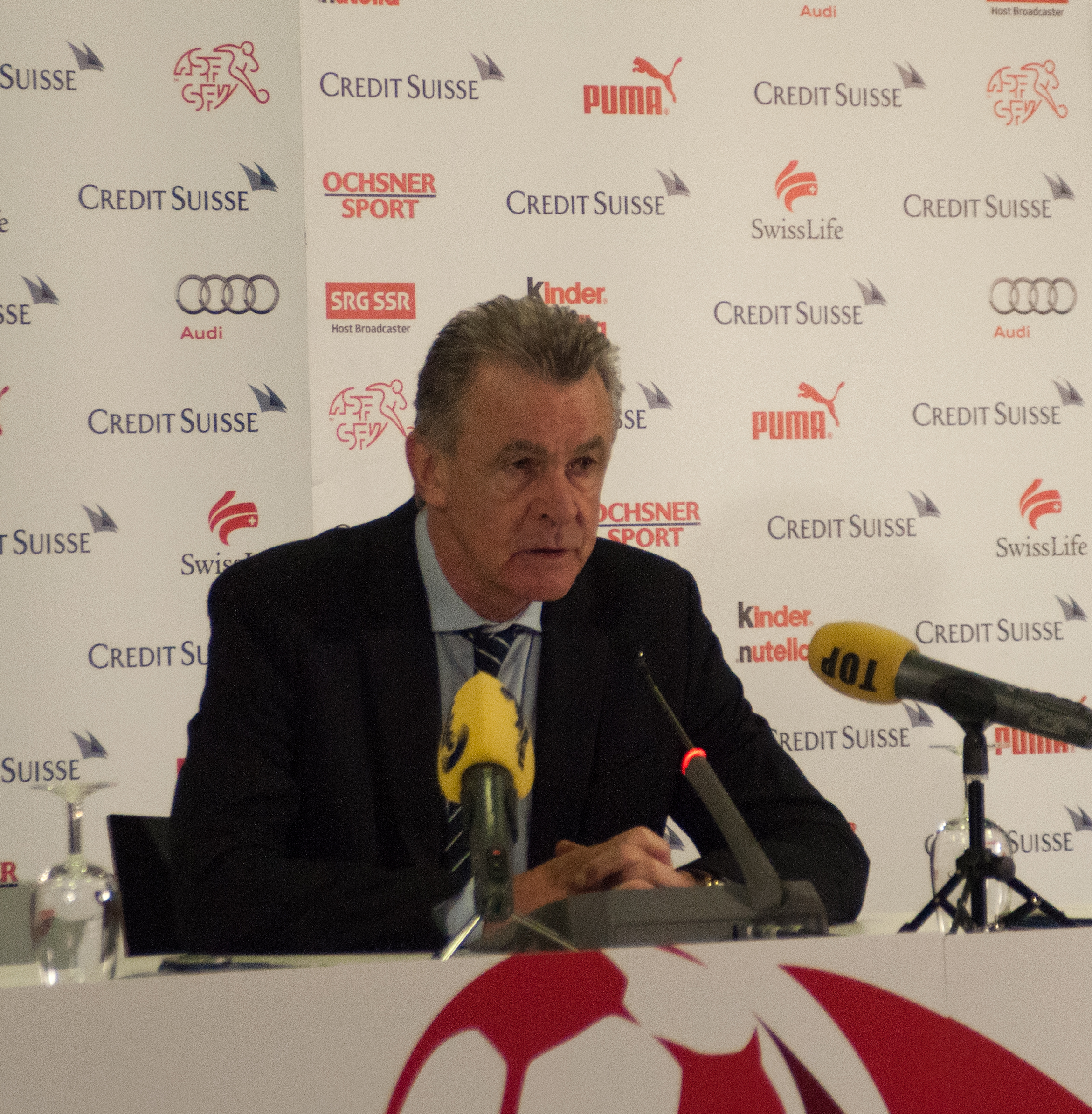
Hitzfeld als bondscoach van Zwitserland.

In februari 2008 raakte bekend dat Hitzfeld vanaf 1 juli 2008 de nieuwe bondscoach van Zwitserland zou worden. De gewezen speler van onder meer FC Basel en FC Lugano verhuisde voor de opdracht terug naar zijn geboortestad Lörrach. Hij tekende een contract tot en met het WK 2010 in Zuid-Afrika. Nog voor het toernooi werd de verbintenis verlengd tot 2012.
Ondanks een slechte start in de kwalificatiecampagne van het WK wist Hitzfeld de nationale ploeg naar zijn hand te zetten. Zwitserland werd uiteindelijk groepswinnaar en plaatste zich zo rechtstreeks voor het WK in Zuid-Afrika. Op het eindtoernooi won het elftal van Hitzfeld in zijn eerste wedstrijd met 1-0 van Europees kampioen en latere winnaar Spanje. Ondanks de verrassende zege wist Zwitserland niet door te stoten naar de tweede ronde. Een jaar na het WK werd Hitzfelds contract verlengd tot 2014.
Zwitserland wist zich niet te plaatsen voor het EK 2012. In de kwalificatieronde werd het in zijn groep derde na Engeland en Montenegro.
In de kwalificatiecampagne voor het WK 2014 presteerde Zwitserland beter. Het team van Hitzfeld nam al snel afstand van IJsland, Slovenië en Noorwegen en kwalificeerde zich op 11 oktober 2013 na een 1-2 zege tegen Albanië. Na de kwalificatie onderstreepte Hitzfeld de kwaliteiten van zijn ploeg en bewierookte hij de inzet van middenvelder Valon Behrami, die hij de motor van het team noemde, en het talent van aanvaller Xherdan Shaqiri.
Op 17 oktober 2013 kondigde hij aan dat hij na het WK 2014 afscheid zou nemen als voetbalcoach.
| Interlands Zwitserland onder leiding van Ottmar Hitzfeld | Interlands Zwitserland onder leiding van Ottmar Hitzfeld | Interlands Zwitserland onder leiding van Ottmar Hitzfeld | Interlands Zwitserland onder leiding van Ottmar Hitzfeld | Interlands Zwitserland onder leiding van Ottmar Hitzfeld | Interlands Zwitserland onder leiding van Ottmar Hitzfeld |
| №                                                        | Datum                                                    | Wedstrijd                                                | Uitslag                                                  | Competitie                                               |                                                          |
| -------------------------------------------------------- | -------------------------------------------------------- | -------------------------------------------------------- | -------------------------------------------------------- | -------------------------------------------------------- | -------------------------------------------------------- |
| 1                                                        | 20.08.2008                                               | Zwitserland − Cyprus                                     | 4 − 1                                                    | Vriendschappelijk                                        |                                                          |
| 2                                                        | 06.09.2008                                               | Israël − Zwitserland                                     | 2 − 2                                                    | WK-kwalificatie                                          |                                                          |
| 3                                                        | 10.09.2008                                               | Zwitserland − Luxemburg                                  | 1 − 2                                                    | WK-kwalificatie                                          |                                                          |
| 4                                                        | 11.10.2008                                               | Zwitserland − Letland                                    | 2 − 1                                                    | WK-kwalificatie                                          |                                                          |
| 5                                                        | 15.10.2008                                               | Griekenland − Zwitserland                                | 1 − 2                                                    | WK-kwalificatie                                          |                                                          |
| 6                                                        | 19.11.2008                                               | Zwitserland − Finland                                    | 1 − 0                                                    | Vriendschappelijk                                        |                                                          |
| 7                                                        | 11.02.2009                                               | Zwitserland − Bulgarije                                  | 1 − 1                                                    | Vriendschappelijk                                        |                                                          |
| 8                                                        | 28.03.2009                                               | Moldavië − Zwitserland                                   | 0 − 2                                                    | WK-kwalificatie                                          |                                                          |
| 9                                                        | 01.04.2009                                               | Zwitserland − Moldavië                                   | 2 − 0                                                    | WK-kwalificatie                                          |                                                          |
| 10                                                       | 12.08.2009                                               | Zwitserland − Italië                                     | 0 − 0                                                    | Vriendschappelijk                                        |                                                          |
| 11                                                       | 05.09.2009                                               | Zwitserland − Griekenland                                | 2 − 0                                                    | WK-kwalificatie                                          |                                                          |
| 12                                                       | 09.09.2009                                               | Letland − Zwitserland                                    | 2 − 2                                                    | WK-kwalificatie                                          |                                                          |
| 13                                                       | 10.10.2009                                               | Luxemburg − Zwitserland                                  | 0 − 3                                                    | WK-kwalificatie                                          |                                                          |
| 14                                                       | 14.10.2009                                               | Zwitserland − Israël                                     | 0 − 0                                                    | WK-kwalificatie                                          |                                                          |
| 15                                                       | 14.11.2009                                               | Zwitserland − Noorwegen                                  | 0 − 1                                                    | Vriendschappelijk                                        |                                                          |
| 16                                                       | 03.03.2010                                               | Zwitserland − Uruguay                                    | 1 − 3                                                    | Vriendschappelijk                                        |                                                          |
| 17                                                       | 01.06.2010                                               | Zwitserland − Costa Rica                                 | 0 − 1                                                    | Vriendschappelijk                                        |                                                          |
| 18                                                       | 05.06.2010                                               | Zwitserland − Italië                                     | 1 − 1                                                    | Vriendschappelijk                                        |                                                          |
| 19                                                       | 16.06.2010                                               | Spanje − Zwitserland                                     | 0 − 1                                                    | WK-eindronde                                             |                                                          |
| 20                                                       | 21.06.2010                                               | Chili − Zwitserland                                      | 1 − 0                                                    | WK-eindronde                                             |                                                          |
| 21                                                       | 25.06.2010                                               | Honduras − Zwitserland                                   | 0 − 0                                                    | WK-eindronde                                             |                                                          |
| 22                                                       | 11.08.2010                                               | Oostenrijk − Zwitserland                                 | 0 − 1                                                    | Vriendschappelijk                                        |                                                          |
| 23                                                       | 03.09.2010                                               | Zwitserland − Australië                                  | 0 − 0                                                    | Vriendschappelijk                                        |                                                          |
| 24                                                       | 07.09.2010                                               | Zwitserland − Engeland                                   | 1 − 3                                                    | EK-kwalificatie                                          |                                                          |
| 25                                                       | 08.10.2010                                               | Montenegro − Zwitserland                                 | 1 − 0                                                    | EK-kwalificatie                                          |                                                          |
| 26                                                       | 12.10.2010                                               | Zwitserland − Wales                                      | 4 − 1                                                    | EK-kwalificatie                                          |                                                          |
| 27                                                       | 17.11.2010                                               | Zwitserland − Oekraïne                                   | 2 − 2                                                    | Vriendschappelijk                                        |                                                          |
| 28                                                       | 09.02.2011                                               | Malta − Zwitserland                                      | 0 − 0                                                    | Vriendschappelijk                                        |                                                          |
| 29                                                       | 26.03.2011                                               | Bulgarije − Zwitserland                                  | 0 − 0                                                    | EK-kwalificatie                                          |                                                          |
| 30                                                       | 04.06.2011                                               | Engeland − Zwitserland                                   | 2 − 2                                                    | EK-kwalificatie                                          |                                                          |
| 31                                                       | 10.08.2011                                               | Liechtenstein − Zwitserland                              | 1 − 2                                                    | Vriendschappelijk                                        |                                                          |
| 32                                                       | 06.09.2011                                               | Zwitserland − Bulgarije                                  | 3 − 1                                                    | EK-kwalificatie                                          |                                                          |
| 33                                                       | 07.10.2011                                               | Wales − Zwitserland                                      | 2 − 0                                                    | EK-kwalificatie                                          |                                                          |
| 34                                                       | 11.10.2011                                               | Zwitserland − Montenegro                                 | 2 − 0                                                    | EK-kwalificatie                                          |                                                          |
| 35                                                       | 11.11.2011                                               | Nederland − Zwitserland                                  | 0 − 0                                                    | Vriendschappelijk                                        |                                                          |
| 36                                                       | 15.11.2011                                               | Luxemburg − Zwitserland                                  | 0 − 1                                                    | Vriendschappelijk                                        |                                                          |
| 37                                                       | 29.02.2012                                               | Zwitserland − Argentinië                                 | 1 − 3                                                    | Vriendschappelijk                                        |                                                          |
| 38                                                       | 26.05.2012                                               | Zwitserland − Duitsland                                  | 5 − 3                                                    | Vriendschappelijk                                        |                                                          |
| 39                                                       | 30.05.2012                                               | Zwitserland − Roemenië                                   | 0 − 1                                                    | Vriendschappelijk                                        |                                                          |
| 40                                                       | 15.08.2012                                               | Kroatië − Zwitserland                                    | 2 − 4                                                    | Vriendschappelijk                                        |                                                          |
| 41                                                       | 07.09.2012                                               | Slovenië − Zwitserland                                   | 0 − 2                                                    | WK-kwalificatie                                          |                                                          |
| 42                                                       | 11.09.2012                                               | Zwitserland − Albanië                                    | 2 − 0                                                    | WK-kwalificatie                                          |                                                          |
| 43                                                       | 12.10.2012                                               | Zwitserland − Noorwegen                                  | 1 − 1                                                    | WK-kwalificatie                                          |                                                          |
| 44                                                       | 16.10.2012                                               | IJsland − Zwitserland                                    | 0 − 2                                                    | WK-kwalificatie                                          |                                                          |
| 45                                                       | 14.11.2012                                               | Tunesië − Zwitserland                                    | 1 − 2                                                    | Vriendschappelijk                                        |                                                          |
| 46                                                       | 06.02.2013                                               | Griekenland − Zwitserland                                | 0 − 0                                                    | Vriendschappelijk                                        |                                                          |
| 47                                                       | 23.03.2013                                               | Cyprus − Zwitserland                                     | 0 − 0                                                    | WK-kwalificatie                                          |                                                          |
| 48                                                       | 08.06.2013                                               | Zwitserland − Cyprus                                     | 1 − 0                                                    | WK-kwalificatie                                          |                                                          |
| 49                                                       | 14.08.2013                                               | Zwitserland − Brazilië                                   | 1 − 0                                                    | Vriendschappelijk                                        |                                                          |
| 50                                                       | 06.09.2013                                               | Zwitserland − IJsland                                    | 4 − 4                                                    | WK-kwalificatie                                          |                                                          |
| 51                                                       | 10.09.2013                                               | Noorwegen − Zwitserland                                  | 0 − 2                                                    | WK-kwalificatie                                          |                                                          |
| 52                                                       | 11.10.2013                                               | Albanië − Zwitserland                                    | 1 − 2                                                    | WK-kwalificatie                                          |                                                          |
| 53                                                       | 15.10.2013                                               | Zwitserland − Slovenië                                   | 1 − 0                                                    | WK-kwalificatie                                          |                                                          |
| 54                                                       | 15.11.2013                                               | Zuid-Korea − Zwitserland                                 | 2 − 1                                                    | Vriendschappelijk                                        |                                                          |
| 55                                                       | 05.03.2014                                               | Zwitserland − Kroatië                                    | 2 − 2                                                    | Vriendschappelijk                                        |                                                          |
| 56                                                       | 30.05.2014                                               | Zwitserland − Jamaica                                    | 1 − 0                                                    | Vriendschappelijk                                        |                                                          |
| 57                                                       | 03.06.2014                                               | Zwitserland − Peru                                       | 2 − 0                                                    | Vriendschappelijk                                        |                                                          |
| 58                                                       | 15.06.2014                                               | Ecuador − Zwitserland                                    | 1 − 2                                                    | WK-eindronde                                             |                                                          |
| 59                                                       | 20.06.2014                                               | Frankrijk − Zwitserland                                  | 5 − 2                                                    | WK-eindronde                                             |                                                          |
| 60                                                       | 25.06.2014                                               | Honduras − Zwitserland                                   | 0 − 3                                                    | WK-eindronde                                             |                                                          |
| 61                                                       | 01.07.2014                                               | Argentinië − Zwitserland                                 | 1 − 0                                                    | WK-eindronde                                             |                                                          |

## Erelijst
Als speler
 FC Basel
- Nationalliga A (2): 1971/72, 1972/73
- Schweizer Cup (1): 1974/75

 VfB Stuttgart
- 2. Bundesliga (1): 1976/77

Individueel als speler
- Topscorer Nationalliga A (18 doelpunten): 1972/73

Als trainer
 SC Zug
- Nationalliga B (1): 1983/84

 FC Aarau
- Schweizer Cup (1): 1984/85

 Grasshopper Club Zürich
- Nationalliga A (2): 1990/91, 1990/91
- Schweizer Cup (2): 1988/89, 1989/90
- Schweizer Fussball-Supercup (1): 1989

 Borussia Dortmund
- Bundesliga (2): 1994/95, 1995/96
- DFB-Supercup (2): 1995, 1996
- UEFA Champions League (1): 1996/97

 Bayern München
- Bundesliga (5): 1998/99, 1999/00, 2000/01, 2002/03, 2007/08
- DFB-Ligapokal (4): 1997/98, 1998/99, 1999/00, 2006/07
- DFB-Pokal (3): 1999/00, 2002/03, 2007/08
- UEFA Champions League (1): 2000/01
- Wereldbeker voor clubs (1): 2001

Individueel als trainer
- Duits Trainer van het Jaar: 2008
- 0IFFHS Beste Clubtrainer van de Wereld: 1997, 2001
- World Soccer Trainer van het Jaar: 1997
- UEFA Trainer van het Jaar: 2001
- Europees Trainer van het Jaar: 1997
- Europees Trainer van het Seizoen: 1997
- ESPN Beste Trainer aller Tijden (plek 13): 2013
- World Soccer Beste Trainer aller Tijden (plek 17): 2013
- France Football Beste Trainer aller Tijden (plek 19): 2013